# Richard Bryn Williams
Richard Bryn Williams, también conocido simplemente como Bryn Williams, fue un escritor, poeta, dramaturgo, e historiador galés radicado en Argentina.

## Biografía
Bryn Williams nació en Blaenau Ffestiniog, Gwynedd, Gales. A la edad de siete años, su familia se trasladó a la ciudad argentina de Trelew, Chubut. En 1923, regresó a Gales y estudió en el University College of North Wales (actual Universidad de Bangor). Se convirtió en un experto en la historia de la Patagonia y fue un importante contribuyente en la literatura de la provincia. 
Él era un partidario del Eisteddfod Nacional, además de competir en el propio festival cultural, y haber ganado la silla tanto en 1964 como en 1968, y de 1975 a 1978 fue archi-druida. Casi la totalidad de sus numerosas obras reflejan la vida de la Patagonia y de su historia.